# ماريو براندنبيرغ
ماريو براندنبيرغ هو سياسي ألماني، ولد في 3 أكتوبر 1983 في باد بيرغتسابرن في ألمانيا. نشط حزبياً في الحزب الديمقراطي الحر. في الانتخابات الفيدرالية الألمانية 2017، انتخب عضو في البوندستاغ الألماني عن دائرة Südpfalz ‏ وقد انضم خلال البوندستاغ الألماني التاسع عشر (24 أكتوبر 2017 – ) للكتلة البرلمانية جماعة الديمقراطيين الأحرار ‏.